# 大橋忠司
大橋 忠司（おおはし ただし、1983年7月21日 - ）は、日本の陸上競技選手。専門は砲丸投。福島県伊達市出身。血液型AB型。

## 経歴
伊達市立霊山中学校から福島県立保原高等学校に進学。永冨修司の指導を受ける。
2001年、熊本インターハイで18m30をプットして優勝。日中韓ジュニア交流大会で4位に入る。日本ジュニア選手権は準優勝。高校時代のベストは18m71（5.443kg）16m08（7.26kg）。
2002年、国士舘大学体育学部に進学。全日本インカレの翌日にバイク事故を起こす。一時は再起が危ぶまれたが復帰。
2003年、日本・中国対抗室内陸上横浜大会に招待選手として出場。16m27をマークした。
2005年、日本インカレを制した。日本選手権は3位。
2006年、チームミズノアスレティックに入団。
2007年、大阪GPで2年ぶりとなるベストを3cm更新した。11月2日に行われた浜松リレーカーニバルでは、日本歴代10位となる17m52をプットしシーズンを終えた。
2008年、織田記念で17m54をプットして3位に入った。5月に行われた東日本陸上では、17m43、山梨選手権でも17m43をプットし安定し、日本選手権では、17m18で3位に入賞した。続く南部記念では、17m16で2位になった。ハムストリングの傷みも良くなりトワイライトゲームズで、日本歴代6位になる17m84をプットして優勝した。秋シーズンには、スーパー陸上でアテネ五輪金メダリスト、U・ビロノグ選手、北京五輪金メダリスト、トマッシュ選手に次ぐ3位に入賞し、秋シーズンに入った。そして山形県天童市で行われた全日本実業団でベストを1cm更新する17m85をプットし初優勝を飾った。続く、大分国体成年男子砲丸投げでまたしても1cm更新する17m86で7.26Kで初の日本一になった。そして今シーズン最終戦浜松中日カーニバルで日本歴代5位の17m94をプットしてシーズンを終えた。
2009年、4月の織田記念では17m29で4位、9月の全日本実業団対抗選手権で3位（16m48）となる。前年に続く連覇の期待がかかった新潟国体も安定したプットを見せるものの17m17で4位となった。10月の第49回 実業団・学生対抗で村川洋平に次ぐ2位（17ｍ71）となり、シーズンベストを記録。
2010年、4月の日本選抜陸上和歌山大会（4位；17m22）を皮切りに各地を転戦した。東日本実業団では畑瀬聡に次ぐ2位で17m55をプット。丸亀の日本陸上競技選手権大会で17m68をプットし4位に終わった。神奈川のスーパー陸上では16m60を記録し5位。新潟の全日本実業団では16m76を記録して3位になった。千葉国体では17m14を出して4位。